# МИФОуказания
МИФОуказа́ния (англ. Myth Directions) — юмористический роман Роберта Асприна 1982 года (ISBN 0-44-155525-X) из серии «Миф». Другой перевод: «Утверждение мифа».
В оригинальных названиях книг этой серии скрыта игра слов: англ. Myth Directions — буквально: мифические направления указания, на слух омонимично англ. misdirections — неправильные указания. Аналогично в названиях остальных книг идёт игра смысловых оттенков Myth и Mis-.

## Сюжет
Тананда вместе со Скивом отправляется на поиски подарка ко дню рождения Ааза в отдалённые Измерения. В измерении Валлет она решает, что переходящий Приз в пятисотлетнем состязании между городами Та-Хо и Вейгас как раз подходит, и пытается его украсть. Она попадается страже, а Скив возвращается на Пент за подмогой. Для освобождения Тананды Скиву и Аазу нужно выиграть в этой Большой Игре у команд обоих городов.

## Главные герои
Постоянные персонажи:
- Ааз — наставник Скива, демон из измерения Извр, чешуйчатый, зелёненький извращен…, простите, изверг.
- Скив — ученик Ааза, маг, его родное измерение — Пент. Молодой человек с рыжими волосами.
- Тананда — профессиональная убийца, подруга Скива и Ааза, очень любвеобильная, весёлая, но авантюрная и немного тщеславная особа.

Персонажи, появлявшиеся в первой книге:
- Квигли — старый знакомый Скива и Ааза, бывший охотник на демонов, ныне — маг Та-Хо

Персонажи, появлявшиеся во второй книге:
- Гэс — серый горгул, бармен в трактире «Желтый полумесяц», весёлый и спокойный

Новые персонажи:
- Корреш — брат Тананды, тролль, страшный и рослый, притворяется тупым «Грызем», но на самом деле сообразителен и спокоен
- Маша — придворный маг Вейгаса, полная, высокая рыжеволосая женщина необъятных размеров. Маг-«механик», чьи магические способности исчерпываются её волшебными «побрякушками», которые служат ей ещё в качестве украшений

## Русские переводы
Существует два перевода книги на русский язык. В. А. Федоров перевёл книгу, назвав её «Мифо-указание», первое издание «Еще один великолепный миф», М.: Гриф-Ф, Зевс, 1992 г. (ISBN 5-85211-002-7), второй перевод, Олега Колесникова (МИФОуказание) впервые вышел в издательстве АСТ в 2004 году (ISBN 5-17-017846-8). Книга неоднократно переиздавалась.

## Критика
Дэвид Лэнгфорд считает, что Асприн следует в этом, как и в предыдущих романах серии, сюжетному образцу «чародей-недоучка» заданному Спрэгом де Кампом и Флетчером Прэттом в их цикле о Гарольде Ши. Хотя, по его мнению, Асприн и уступает в писательском мастерстве последним, он назвал роман достаточно приятным, и отметил рост автора по сравнению с первыми книгами.